# Figuerola del Camp
Figuerola del Camp est une commune d'Espagne dans la communauté autonome de Catalogne, province de Tarragone, de la comarque de Alt Camp.

## Lieux et monuments
- L'église Saint-Jacques de Figuerola, du XVIIIe siècle ;
- L'église Saint-Mathieu de Miramar, du XIIe siècle ;
- La tour de la Mixarda des XIIe et XIVe siècles ;
- Le bâtiment du Syndicat agricole de Saint-Jacques, du début du XXe siècle ;
- La maison de Cal Freixes à Miramar.